# Ribbenstedt
Ribbenstedt war von 1950 bis 1991 der Name einer eigenständigen Gemeinde in Sachsen-Anhalt.

## Geographie
Die Gemeinde lag östlich von Weferlingen im Land Sachsen-Anhalt, ab dem 25. Juli 1952 im Bezirk Magdeburg und ab dem 3. Oktober 1990 wiederum im Land Sachsen-Anhalt. Die nächstgelegenen größeren Gemeinden waren Oebisfelde und die Kreisstadt Haldensleben.

## Geschichte
Die Gemeinde entstand am 1. Juli 1950 durch den Zusammenschluss der bisher eigenständigen Gemeinden Ribbensdorf und Siestedt, die zum Landkreis Gardelegen gehörten und mit dem Zusammenschluss in den Landkreis Haldensleben wechselten. Der Ortsteil Siestedt erhielt die neue Bezeichnung Ribbenstedt I, während Ribbensdorf nun als Ribbenstedt II firmierte.
Am 16. Januar 1974 wurde die nördliche Nachbargemeinde Klinze in die Gemeinde Ribbenstedt eingegliedert.
Am 2. Juli 1991 wurde die Gemeinde Ribbenstedt in Siestedt umbenannt. Gleichzeitig erfolgte die Rückbenennung von Ribbenstedt I zu Siestedt und von Ribbenstedt II zu Ribbensdorf.
Seit dem 1. Januar 2010 gehört das Gebiet der ehemaligen Gemeinde Ribbenstedt zur Stadt Oebisfelde-Weferlingen.